# Teheran 43
Teheran 43 är en sovjetisk-fransk-schweizisk dramafilm från 1981 i regi av Aleksandr Alov och Vladimir Naumov.

## Handling
Berättelsen börjar i Paris 1980, med Andrej Borodin (Igor Kostolevski) och hans minnen som sovjetisk agent. Vi tas tillbaka till 1943 under Teherankonferensen mellan Stalin, Roosevelt och Churchill. En högt uppsatt nazistisk officer planerade att lönnmörda dessa tre världsledare för att på så sätt försvaga de allierade. Den tyska agenten Max Richard (Armen Dzhigarkanian) fick uppdraget att utföra hans plan, men han misslyckades totalt på grund av den snabba planeringen och Andrej. Medan Andrej är i Teheran träffar han en fransk kvinna, Marie Louni (Natalia Belokvostikova), som bor i staden och som han har en kort men intensiv affär med. Nästan 40 år senare har den nazistiska officeren fångats, men inte för så länge. Han fritas av terrorister och börjar att jaga den tyska agent, Max, som misslyckades med hans plan. Max bor hos Françoise (Claude Jade), en ung fransk kvinna som gömmer honom...

## Medverkande
- Natalia Belokvostikova – Marie/Nathalie
- Igor Kostolevski – Andrej Borodin
- Claude Jade – Françoise
- Alain Delon – Foche
- Armen Dzhigarkanian – Max
- Curd Jürgens – Legraine
- Albert Filozov – Scherner